# Moteur W12

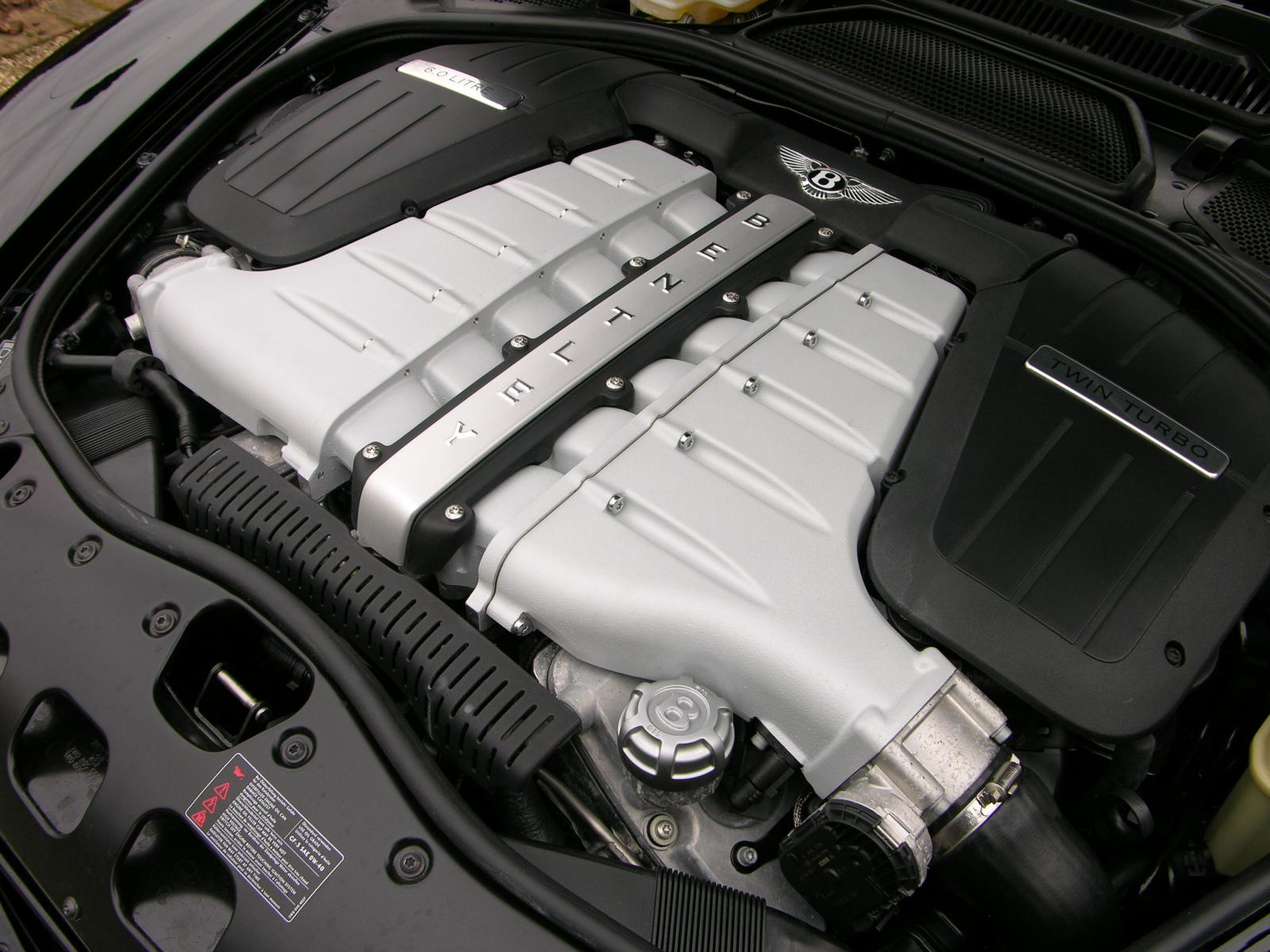
Le W12 monté sur les Bentley

Le W12 est un moteur à explosion constitué de 12 cylindres disposés en « W » soit en trois bancs distincts. Il est moins volumineux qu’un V12 classique, il fait la taille d’un V8 traditionnel. Ce type de moteur a notamment été utilisé dans l'aéronautique par les motoristes Napier & Son, avec le Napier Lion, et Lorraine-Dietrich, avec le Lorraine 12 Eb. Mais aussi dans les différentes marques du groupe Volkswagen.

## Groupe VAG
Le « W » étant une architecture moteur propre au groupe Volkswagen. Chez VAG, le moteur est incliné à 72°. Il est constitué de 2 blocs VR6 juxtaposé. Il équipe certaines Bentley, Audi A8, et quelques voitures haut de gamme du groupe VAG.
La première voiture à avoir le « W12 » fut l’Audi Avus un concept-car Audi qui avait vocation à être un porte étendard pour la marque.

## Formule 1

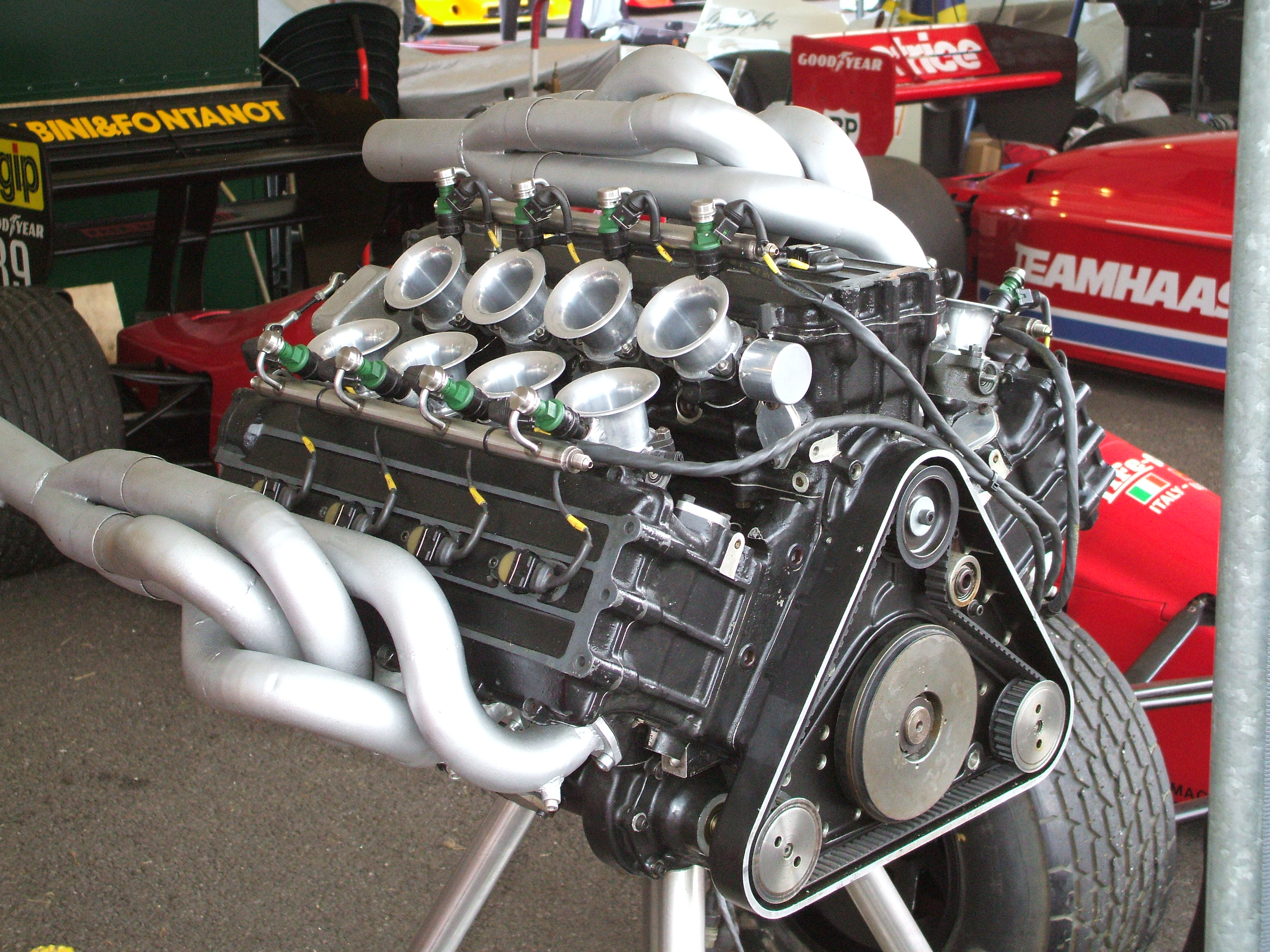
Le W12 de l'écurie de F1 Life (écurie créée pour l'occasion)

En 1990, l'écurie italienne Life tenta par l'intermédiaire de Franco Rocchi de faire courir un W12 en Formule 1, cette tentative fut un fiasco complet avec quatorze tentatives de pré-qualifications sans succès. Le moteur de 3 493 cm3 présentait trois rangées de quatre cylindres, une configuration très inhabituelle qui permettait de garder un bloc compact.